# Roland TR-808

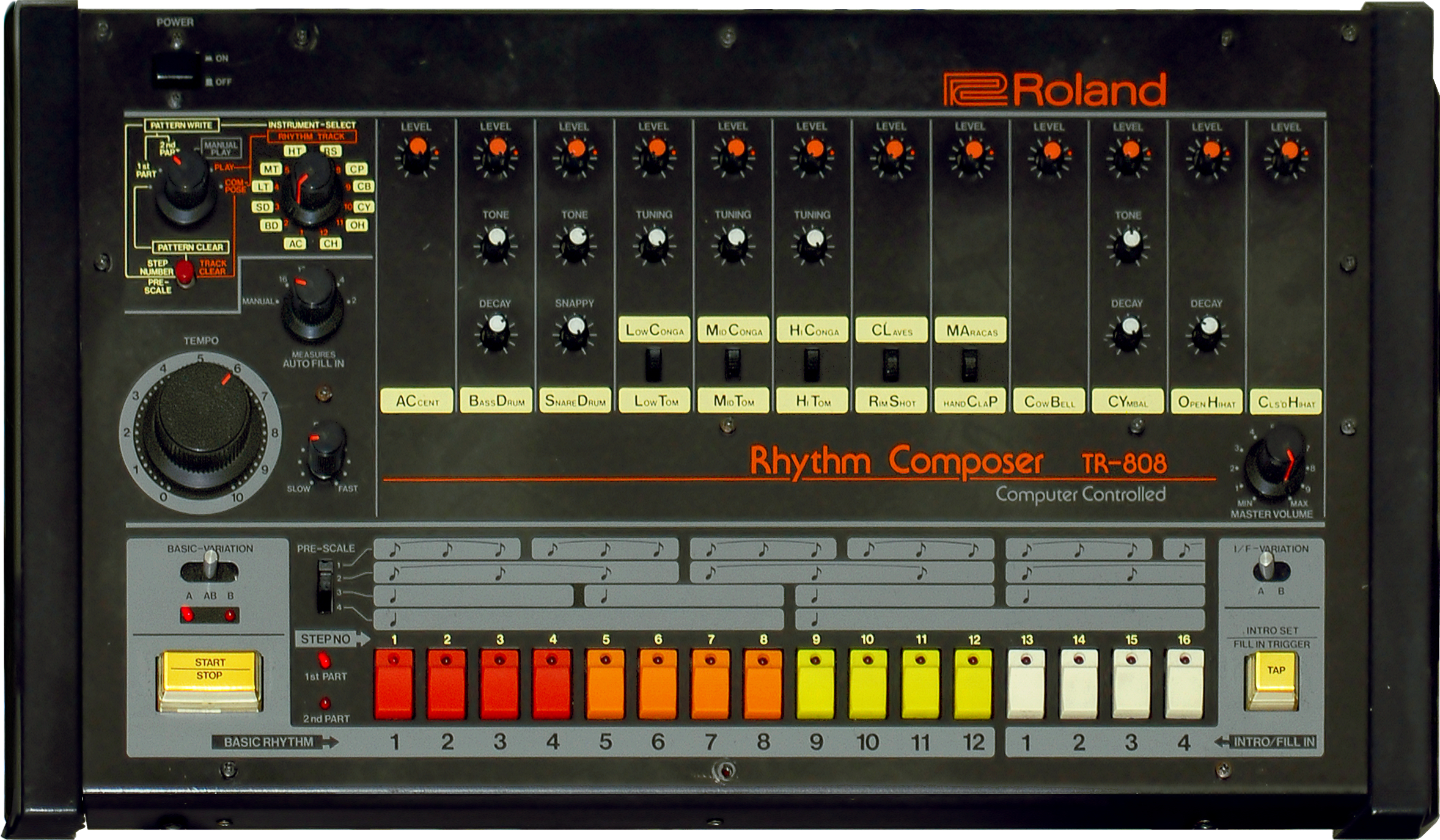
Roland TR-808

Der Roland TR-808 Rhythm Composer, kurz 808, ist ein analoger Drumcomputer des japanischen Unternehmens Roland. Er wurde von 1980 bis 1983 hergestellt.

## Geschichte
Die TR-808 genießt in der Geschichte der elektronischen Tanzmusik Kultstatus. Ihr synthetisch klingender, weicher, aber vor allem im Bassbereich sehr druckvoller Klang war für die Frühphase mehrerer Musikstile prägend, etwa Hip-Hop, Electro, Miami Bass, House und Acid House. Gelegentlich wurde sie auch in der Popmusik eingesetzt und ist beispielsweise auf mehreren Phil-Collins- und Genesis-Aufnahmen zu hören. Einer der größten Hits, in denen die 808 exponiert eingesetzt wird, ist Marvin Gayes Sexual Healing (1982). Auf Whitney Houstons I Wanna Dance with Somebody (Who Loves Me) (1987) ist die charakteristische Cowbell zu hören; der Song beginnt mit einem mehrfach wiederholten Pattern der 808.

## Technik
Die TR-808 bietet folgende Klänge: Bassdrum, Snare, Toms oder Congas in drei Tonlagen, Rimshot, Claves, Handclap oder Maracas, Cowbell, Crash-Becken, offene und geschlossene Hi-Hat. Außerdem verfügt sie über einen Step-Sequenzer mit Lauflichtprogrammierung und Accent-Funktion.
Die Klangerzeugung erfolgt wie bei den meisten analogen Synthesizern durch subtraktive Synthese.
Bei der Bassdrum können Klang (Tone) und Länge (Decay) verändert werden. Dies geschieht mittels Tiefpass-Filter und Bridged T-network-Oszillator. Beim Attack handelt es sich um einen CV-Pulsgenerator, der dem Audiosignal beigemischt wird. Die typische Abflachung des Decay direkt nach dem Attack wirkt wie eine Kompression.
Die Snare Drum besteht aus einem stimmbaren Grundton (Tone) und einem regelbaren Rauschanteil (Snappy). Die Low, Mid und Hi Toms bzw. Congas lassen sich jeweils in der Tonhöhe stimmen (Tuning). Das Becken (Cymbal) kann spektral (Tone) und in der Länge (Decay) angepasst werden. Für die Hi-Hats wird die Summe sechs stark gegeneinander verstimmter Oszillatoren über einen Hochpass gefiltert. Die Open Hi-Hat lässt sich in der Länge (Decay) einstellen.
Für die Instrumente stehen 13 Ausgänge zur Verfügung. An zwei als Master Out bezeichneten Ausgängen liegt die über die Level-Regler monophon abmischbare Summe an, einmal mit hohem, einmal mit niedrigem Pegel. Daneben lassen sich die Instrumente über Einzelausgänge abgreifen, wobei ein Stecker in der Einzelausgangsbuchse das Instrument aus der Summe nimmt. Sechs Ausgänge sind fest mit Instrumenten vorbelegt (Bassdrum, Snare, Cowbell, Cymbal, Closed und Open Hi-Hat). Fünf Ausgänge sind über Schalter auf der Geräteoberseite alternativ zu belegen (Low Tom/Low Conga, Mid Tom/Mid Conga und High Tom/High Conga, Rimshot/Claves sowie Clap/Maracas).
Eine Synchronisation ist über die von Roland entwickelte SYNC-Buchse in beide Richtungen möglich. Zum Betrieb in einer MIDI-Umgebung ist ein externer Midi-to-Sync-Konverter oder der Einbau einer MIDI-Schnittstelle nötig. Cowbell, Clap und Accent stehen zusätzlich als programmierbare Trigger zur Verfügung. Damit lassen sich analoge Synthesizer, die nach Roland-Norm (also mit CV/Gate) arbeiten, aber auch Arpeggiatoren oder Sequenzer ansteuern.

## Nachfolger
1983 kam mit der TR-909 der Nachfolger der TR-808 auf den Markt, der einen wesentlich härteren und raueren Klang aufwies. Während die Sounds der 808 ein überaus hohes Frequenzspektrum bieten, die Bassdrum entsprechend tiefgelegt werden kann und die Hi-Hats gewöhnlich sehr hoch liegen, zeichnet sich die 909 durch ein eher mittenbetontes Sounddesign aus. Sie hat insbesondere im House und Techno weite Verbreitung gefunden. Anders als die 808 verfügt die 909 über eine MIDI-Schnittstelle und einen fünfstufigen Shuffle-Modus. Ähnliche (und ähnlich einflussreiche) Roland-Drumcomputer mit jeweils eigenen Klangcharakteristika sind die TR-606 (1982) – auch als „the poor man’s 808“ bezeichnet – und die TR-707 (1985), die unter anderem den Klang des frühen House maßgeblich geprägt hat.
2014 brachte Roland die TR-8 auf den Markt, eine Kombination aus 808 und 909. Mit der Klangerweiterung 7X7-TR8 bietet sie zusätzlich auch noch die Sounds der 606, der 707 und 727 (eines Seitenmodells der 707 mit lateinamerikanischen Klängen). Die Klangerzeugung ist im Unterschied zu den Originalmaschinen digital, emuliert jedoch die originalen Schaltungen und damit auch das Klangverhalten der alten Geräte („Analog Circuit Behaviour“). 2018 erschien das überarbeitete Modell TR-8S, das neben anderen Verbesserungen nun auch die Möglichkeit bereitstellt, Samples abzuspielen.
2015 erschien im Rahmen von Rolands Boutique-Serie eine (optisch und in Hinsicht auf Klang und Bedienung) nahezu identische Nachbildung der 808 unter dem Namen TR-08.

## Emulationen und Nachbauten
Obwohl gesampelte TR-808-Klänge heute leicht erhältlich sind, ist die originale TR-808 noch sehr gefragt und die Preise für Gebrauchtgeräte sind entsprechend hoch. Deshalb wurden im Laufe der Jahre verschiedene Nachbauten und Software-Emulationen der 808 entwickelt.
Das Unternehmen Propellerhead brachte im Jahr 1996 die Software-Emulation ReBirth RB-338 auf den Markt, bei der zwei Roland TB-303 mit einer 808 kombiniert wurden.
Die Novation Drumstation bietet die Sounds der beiden Klassiker TR-808/909 mit vollständig digitaler Klangerzeugung, ohne Stepsequenzer und mit mangelhaftem Timing.
Das Unternehmen Acidlab bietet mit der Miami einen Nachbau mit vollanaloger Klangerzeugung.
Weitere Nachbau-Projekte mit Sequenzer und analoger Klangerzeuger sind die MB-808 von ucapps und der Yocto von e-licktronic. Die letzten beiden Projekte richten sich jedoch ausschließlich an die DIY-Gemeinde und werden nicht kommerziell als Fertiggerät an Endkunden vertrieben.
Behringer brachte 2019 den RD-8 auf den Markt, der dem TR-808 nicht nur klanglich, sondern auch optisch ähnelt. Die markanten farbigen Tasten des Originals sind jedoch beim RD-8 in umgekehrter Reihenfolge angeordnet, und der RD-8 hat im Vergleich zum TR-808 einige Zusatzfunktionen sowie eine 4-stellige 7-Segmentanzeige.

## Bedeutung im Hip Hop
Die TR-808 war ein wesentlicher Bestandteil der Hip-Hop-Kultur und -Revolution in den 1980er-Jahren, wurde aber auch von Musikern aus allen Genres, einschließlich R&B, Rock und Pop, verwendet, die das ikonische Gerät nutzten, um einige ihrer größten Hits zum Leben zu erwecken. Marvin Gaye bescherte die TR-808 mit Sexual Healing seinen ersten Hit, und von da an begannen immer mehr Musiker mit ihr zu experimentieren, wie z. B. Kanye West, der ein ganzes Album (808s & Heartbreak) mit der TR-808 produzierte.
Für moderne Hip-Hop oder Trap-Musik spielt die TR-808 eine sehr wichtige Rolle. Dort hört man immer tiefe perkussive Bässe, die durch die Kick-Drum einer TR-808 mit langem Decay entstehen.

## Trivia
- Die britische Elektronikband 808 State benannte sich 1988 nach der Roland TR-808.
- Ricardo Villalobos veröffentlichte 2003 zu Ehren der TR-808 auf dem Label Lo-Fi Stereo einen Track mit dem Titel 808 The Bassqueen.[9]
- Der Rapper Kanye West veröffentlichte 2008 das Album 808s & Heartbreak.
- Die Band Deichkind erwähnt die TR-808 im Song So ’ne Musik mit der Textzeile „Wir drücken die ganze Nacht auf die 808.“
- Der Rapper Ufo361 nannte sein Soloalbum 808.
- Der Schweizer Musiker und Produzent Toctone veröffentlichte den Titel Boom Di Dum zum 40. Geburtstag des TR-808.[10]
- Der Rapper SSIO veröffentlichte 2016 auf seinem Album 0.9 den Song Pibissstrahlen auf 808 Bässe (feat. Haftbefehl)